# Cryptarius daugueti
Cryptarius daugueti és una espècie de peix de la família dels àrids i de l'ordre dels siluriformes.

## Morfologia
- Els mascles poden assolir 26 cm de longitud total.[2][3]

## Hàbitat
És un peix d'aigua dolça i de clima tropical.

## Distribució geogràfica
Es troba a la conca del riu Mekong.